# Strangalia insularis
Strangalia insularis är en skalbaggsart som först beskrevs av Fisher 1932.  Strangalia insularis ingår i släktet Strangalia och familjen långhorningar.
Artens utbredningsområde är Dominica. Inga underarter finns listade i Catalogue of Life.